# NGC 7550
NGC 7550 ist eine elliptische Galaxie mit aktivem Galaxienkern vom Hubble-Typ E/S0 im Sternbild Pegasus am Nordsternhimmel. Sie ist schätzungsweise 235 Millionen Lichtjahre von der Milchstraße entfernt und hat einen Durchmesser von etwa 95.000 Lichtjahren. Gemeinsam mit NGC 7549 bildet sie das Galaxienpaar Arp 99.
Der US-amerikanische Astronomen Halton Arp gliederte seinen Katalog ungewöhnlicher Galaxien nach rein morphologischen Kriterien in Gruppen. Diese Galaxie gehört zu der Klasse Spiralgalaxien mit einem elliptischen Begleiter auf einem Arm (Arp-Katalog).
Das Galaxienpaar bildet mit NGC 7547, NGC 7553 und NGC 7558 die Galaxiengruppe HCG 93.
Das Objekt wurde am 18. September 1784 vom deutsch-britischen Astronomen Wilhelm Herschel entdeckt.